# Kira Kosarin
Kira Nicole Kosarin, född 7 oktober 1997 i Morristown i New Jersey, är en amerikansk skådespelerska och sångerska. Hon är mest känd för att spela rollen som Phoebe Thunderman i TV-serien The Thundermans. Hon släppte sitt debutalbum Off Brand den 10 april 2019 och fick senare ett skivkontrakt hos Republic Records år 2022.

## Filmografi

### TV
- 2012 – Shake It Up (1 episod)
- 2013–2018 – The Thundermans (huvudroll)
- 2014 – AwesomenessTV (1 episod)
- 2015 – One Crazy Cruise (TV-film)
- 2015 – Nickelodeon's Ho Ho Holiday
- 2016 – School of Rock (1 episod)
- 2016 – Henry Danger (1 episod)
- 2016–2017 – Paradise Run (3 episoder)
- 2017 – Nickelodeon's Not So Valentine's Special
- 2017 – Nickelodeon's Sizzling Summer Camp Special
- 2018 – Lip Sync Battle Shorties (1 episod)
- 2018 – Knight Squad (1 episod)
- 2018 – Double Dare (1 episod)
- 2018 – All About the Washingtons (1 episod)
- 2019Lucky (TV-film (Nickelodeon); röst roll)
- 2019 Welcome to the Wayne (1 episod)
- 2019 Light as a Feather Återkommande roll (säsong 2)

### Film
- 2021 – Supercool

## Diskografi
Singlar
- 2018 – "Spy"
- Off Brand (2019)
- Songbird (2020)